# Suba László
Suba László (Makfalva, 1941. november 15. –) erdélyi magyar szobrász, művészeti író.

## Életútja
Középiskoláit a marosvásárhelyi Művészeti Líceumban végezte (1959–1965), majd a kolozsvári Ion Andreescu Főiskolán szerzett szobrász diplomát (1965–1971). Tanárai voltak: Izsák Márton, Vetró Artúr, Ladea Romulus. 1965–1999 között Tordán volt tanár, és vezetője a tordai gyermekklub kerámiakörének.

## Munkássága
Szívesen készít kisméretű kerámiamunkákat (tálakat, plaketteket, íróportrékat  stb.), látásmódját a naiv művészetből ihletődött groteszk teszi egyénivé. Egyéni tárlata volt Kolozsváron, a Korunk Galériában, Nagyváradon, Bukarestben, Gyergyószentmiklóson.

### Kiemelt kiállításai
- Egyéni: Kolozsvár 1998, 2011, Szolnok 2001
- Csoportos: Kolozs megyei 1965–2018,
- Országos: 1982, 1985, 1987, 1988, BMC kiállítások,
- Tordai csoport kiállításai: Kolozsvár, Marosvásárhely, Udvarhely, Nagybánya, Nagyvárad, Kovászna, Kézdivásárhely, Sopron, Budapest,
- Millenneumi kiállítás, Budapest, 1996

### Köztéri szobrai
- Mihai Eminescu (2007), Petőfi Sándor és Szendrey Júlia (2009) (Torda);
- Dózsa György (Makfalva), 1999
- Wesselényi Miklós (Makfalva) 2007[2]
- Visszatérés, műkő (Makfalva), 2008
- A lovas, kő, (Nagykörű, Magyarország), 2010
- A vén zászlótartó, fa, (Nagykörű), 2011
- Huszár, fa (Bágyon), 2015

### Kötetei
- Torda és környéke fazekassága, Kolozsvár, 2005
- Régi tordai kancsók, Torda, 2008
- Makfalvától Tordáig, Képzőművészeti beszéd, Torda, 2010
- A táltos ló hátán, Esszé a művészetről, Torda, 2012
- Formák és szavak, Szobrok és versek, Torda, 2016
- Hármaskönyv. Művek, kritikák, írások; Művelődés Egyesület, Kolozsvár, 2020

### Művészeti táborok
- Makfalva
- Gyergyószárhegy
- Zsobok
- Kőtelek (Magyarország)
- Nagykörű (Magyarország)

### Szoborgaléria

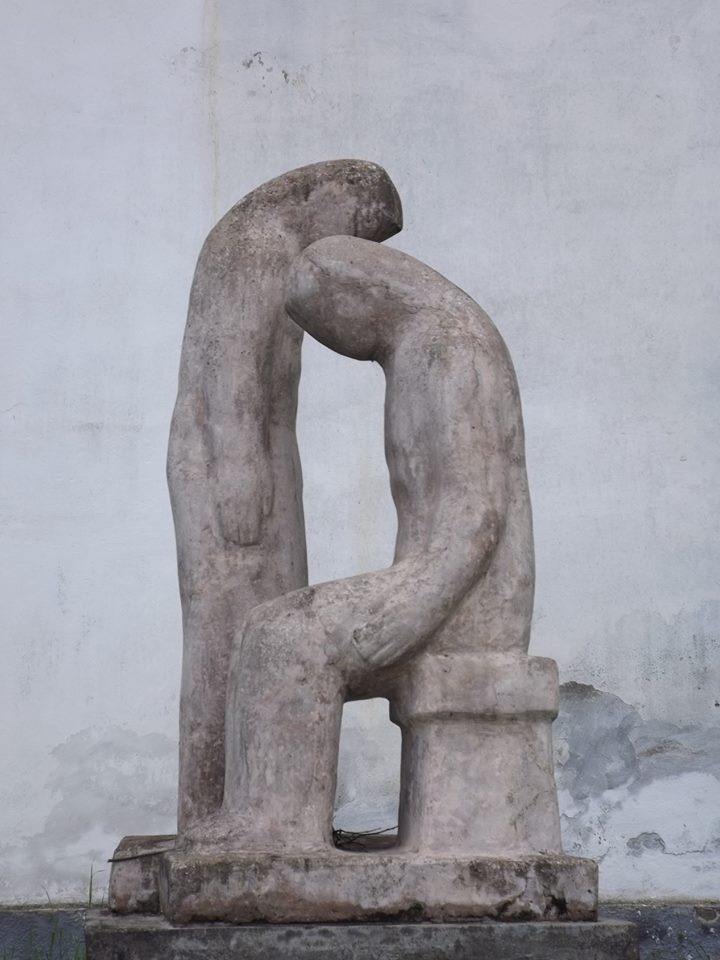
A tékozló fiú (műkő)
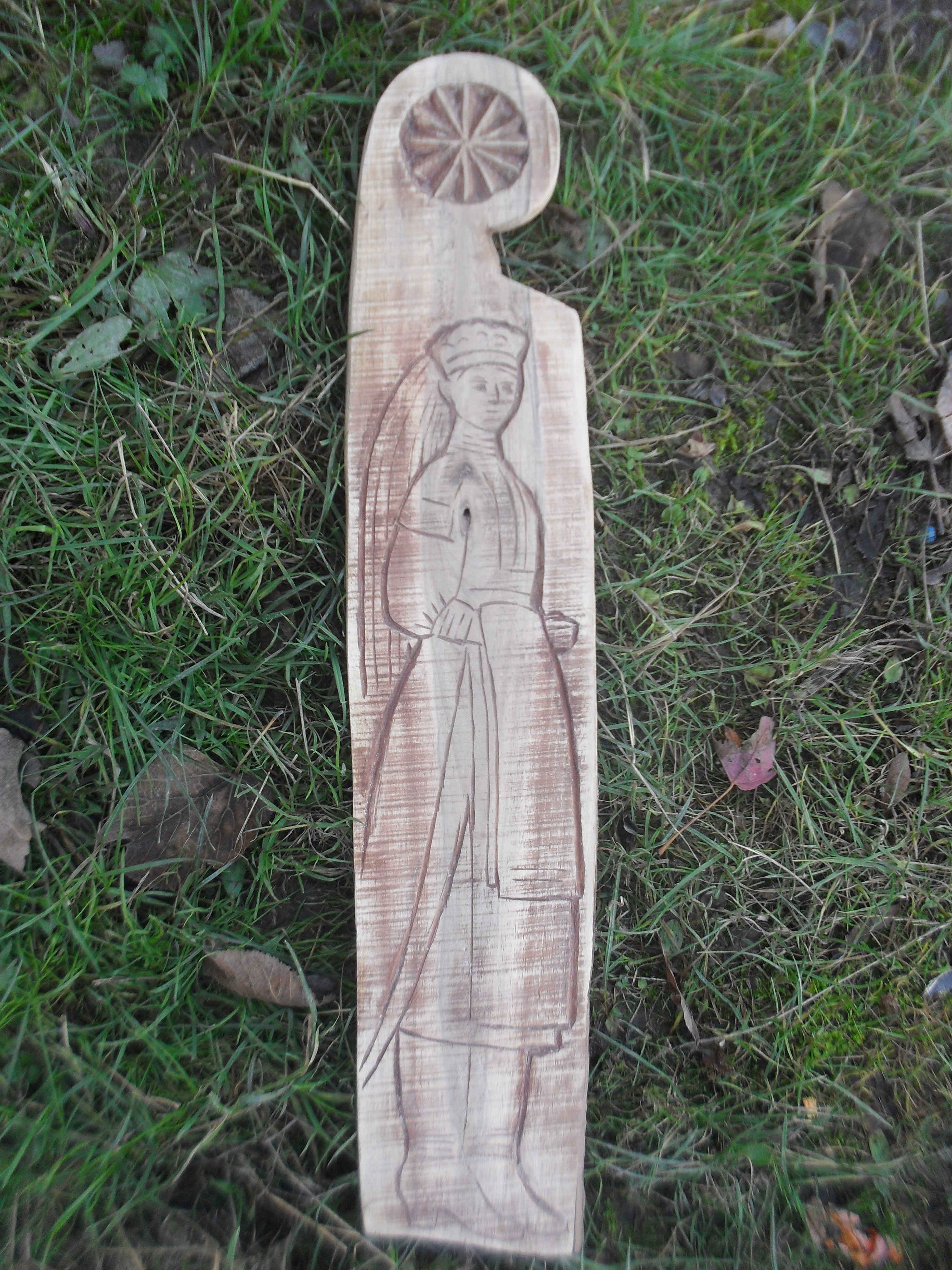
Kalotaszeg (fa)
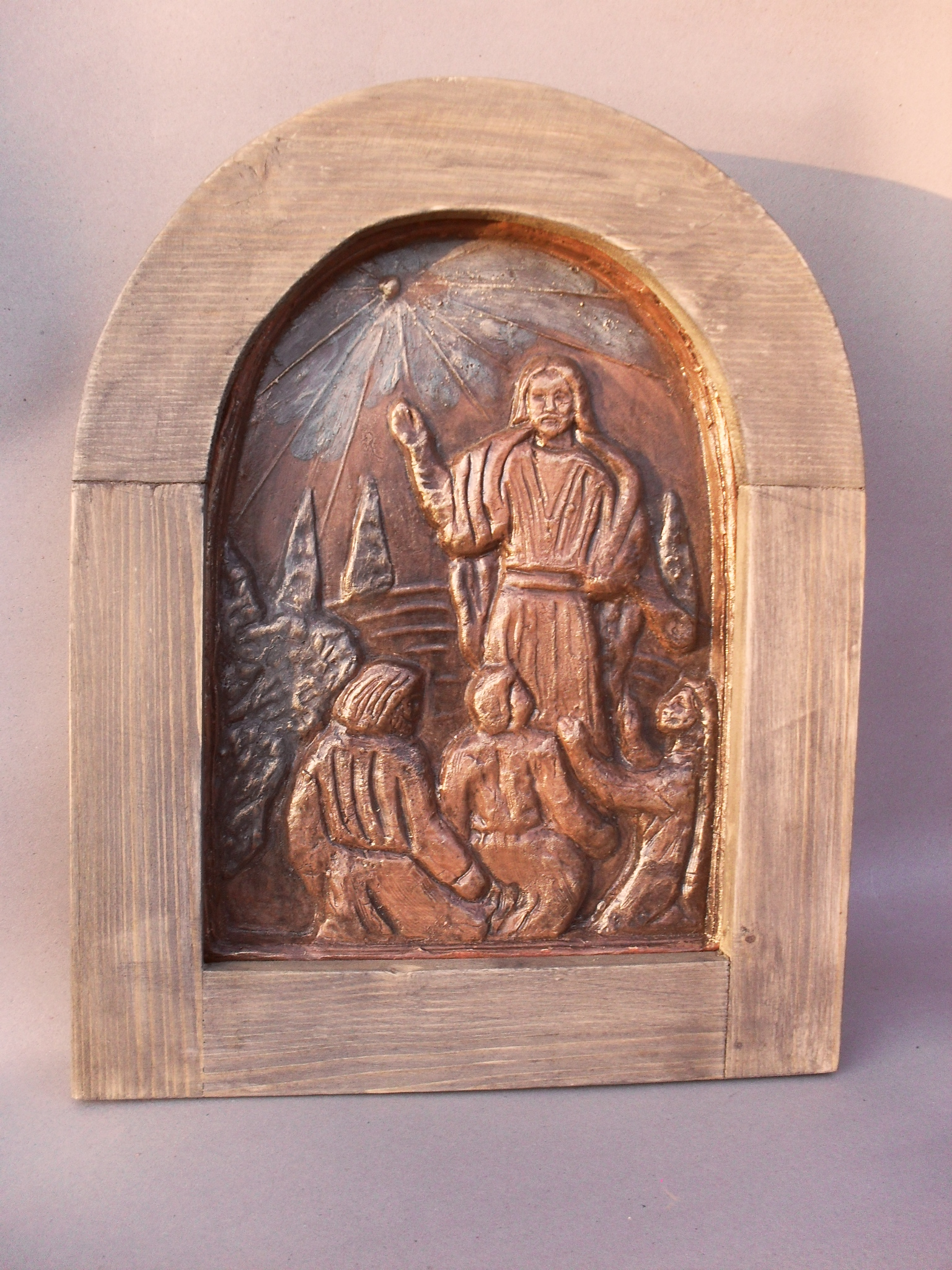
Kerámia, a Jézus élete sorozatból
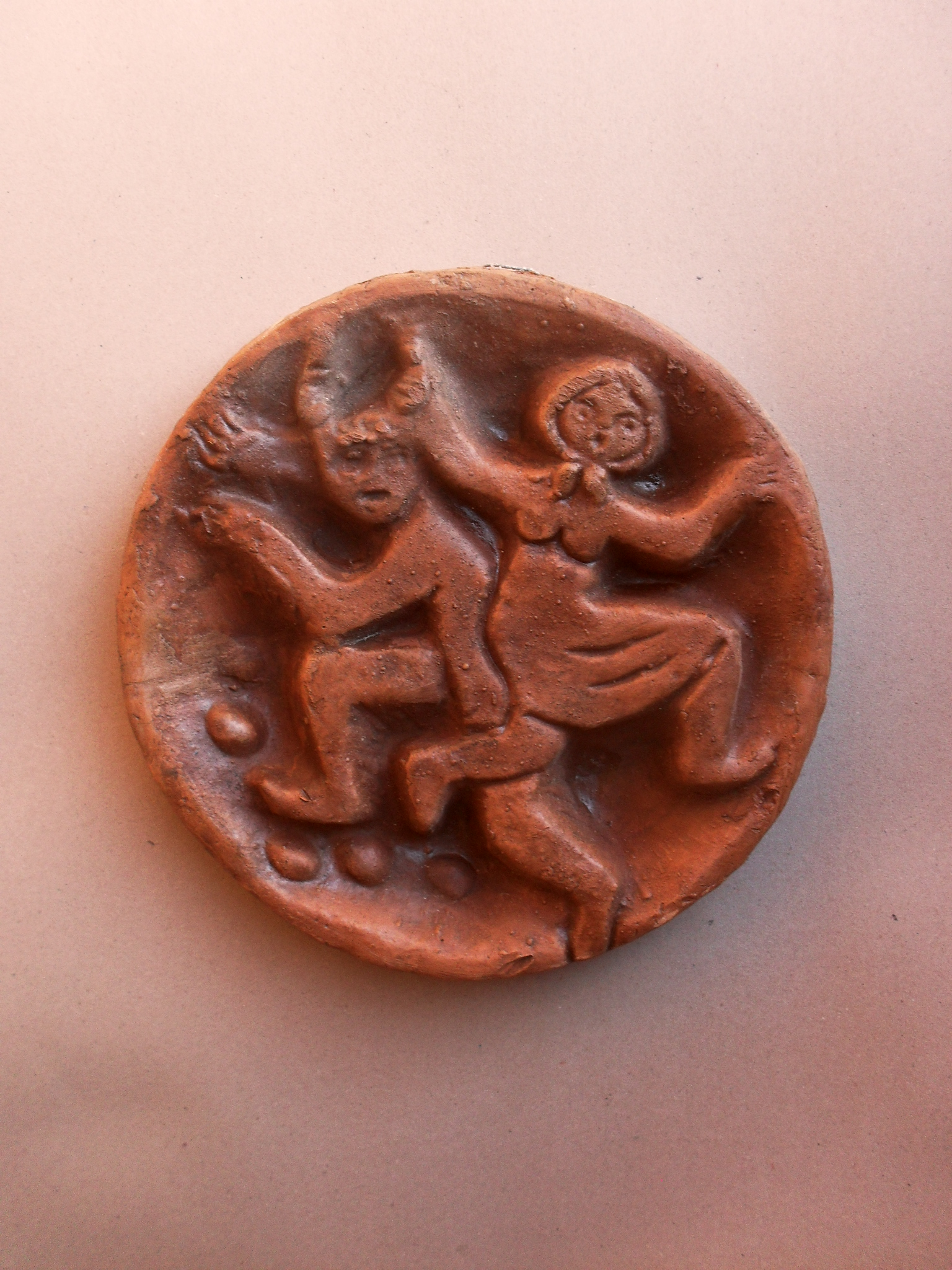
Kerámia, a Népi tréfák sorozatból
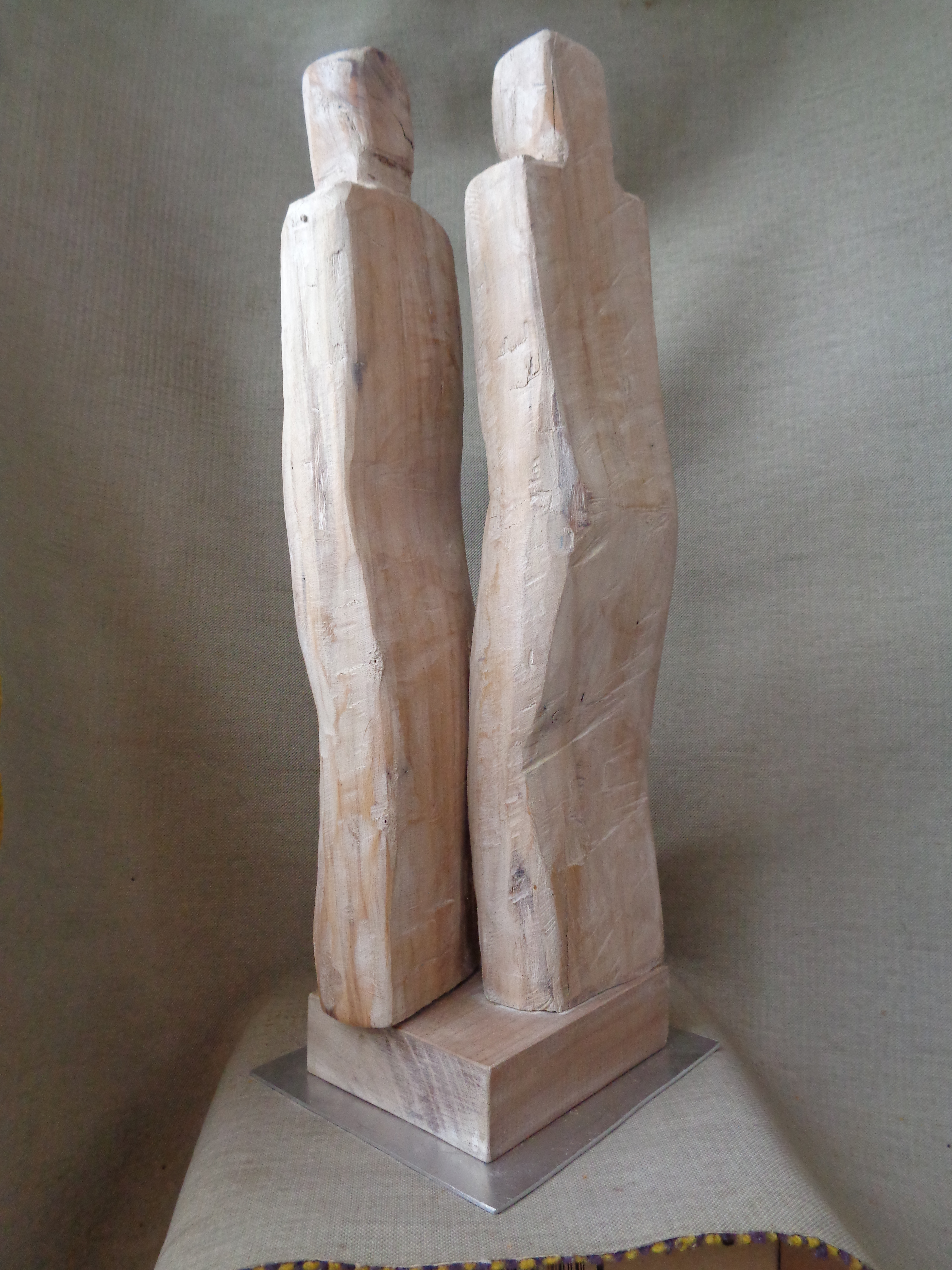
Közeledés (fa)
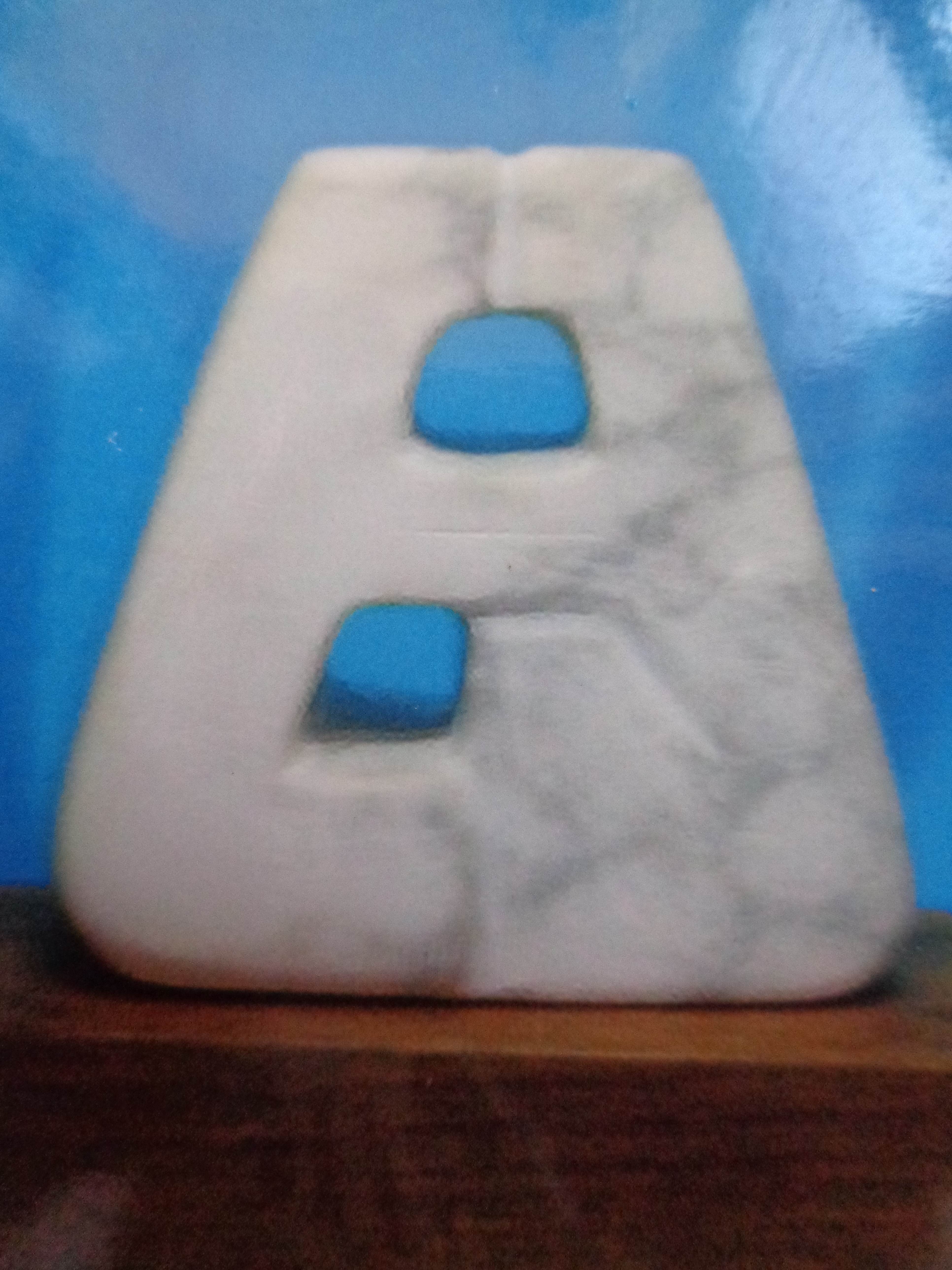
Piramis (alabástrom)

## Díjai, oklevelei
- In memoriam Vörösmarty, különdij, Bonyhád,  (Magyarország)  2000
- Torda város díszoklovele, 2005
- Nemzetközi képzőművészeti kiállítás, II. dij, Nagykörű (Magyarország), 2009

## Társasági tagság
- Barabás Miklós Céh
- Romániai Képzőművészek Szövetsége
- Erdélyi Múzeum-Egyesület